# Råholm
Råholm (finska: Rooholma) är en ö i Finland. Den ligger i Skärgårdshavet och i kommunen Sagu i den ekonomiska regionen  Åbo ekonomiska region i landskapet Egentliga Finland, i den sydvästra delen av landet. Ön ligger omkring 26 kilometer sydöst om Åbo och omkring 130 kilometer väster om Helsingfors.
Öns area är 0,5 hektar och dess största längd är 120 meter i öst-västlig riktning.